# Cadoceras
Cadoceras es un género de amonites extinto de la familia Cardioceratidae que vivió durante el período Jurásico desde finales del Bajociano hasta principios del Calloviano.

## Morfología
La concha típica de Cadoceras es fuertemente estriada, subglobular, con una ventosa ampliamente redondeada, verticilos fuertemente abrazados, un ombligo profundo y una abertura en forma de media luna en forma de sonrisa. Las costillas surgen del hombro umbilical y se bifurcan (se dividen en dos) alrededor del flanco medio y cruzan la ventosa sin interrupción. Las especies varían en la naturaleza de las nervaduras y la redondez del hombro umbilical.

## Distribución
Se han encontrado fósiles de especies dentro de este género en sedimentos jurásicos de Canadá, Alemania y Rusia.